# Atractomorpha nigripennis
Atractomorpha nigripennis is een rechtvleugelig insect uit de familie Pyrgomorphidae. De wetenschappelijke naam van deze soort is voor het eerst geldig gepubliceerd in 2000 door Zheng.